# Криничувате (притока Гайчул)
Криничувате (рос. Б. Криничеватая) — балка (річка) в Україні у Синельниківському районі Дніпропетровської області. Ліва притока річки Гайчул (басейн Дніпра).

## Опис
Довжина балки приблизно 4,41 км, найкоротша відстань між витоком і гирлом — 4,49  км, коефіцієнт звивистості річки — 1,05 . Формується декількома балками та загатами.

## Розташування
Бере початок на північно-східній стороні від села Христофорівка. Тече переважно на північний схід через село Піщане і впадає у річку Гайчул, ліву притоку Вовчої.

## Цікаві факти
- У XIX столітті біля балки існувало багато курганів (могил)[1].
- Біля гирла балки на східній стороні на відстані приблизно 2,52 км пролягає автошлях Т 0401[2] (автомобільний шлях територіального значення у Дніпропетровській та Запорізькій областях. Пролягає територією Дніпровського, Синельниківського, Васильківського, Покровського, Гуляйпільського, Пологівського, Токмацького та Мелітопольського районів через Дніпро — Васильківку — Покровське — Гуляйполе — Пологи — Токмак — Молочанськ — Мелітополь. Загальна довжина — 254,8 км.).